# Maximilian Drum
Maximilian Drum (* 19. September 1991 in München) ist ein deutscher Fußballspieler.

## Karriere
Maximilian Drum wechselte mit 13 Jahren vom TSV 1860 München zur SpVgg Unterhaching. Dort durchlief er die weiteren Jugendmannschaften und wurde bereits mit 17 Jahren in der A-Jugend (U19) in der A-Junioren-Bundesliga eingesetzt. Zwar spielte er dort in der Saison 2009/10 nach dem Abstieg eine Klasse tiefer, dafür bekam er am Saisonende seinen ersten Einsatz in der U-23 in der Bayernliga. Er krönte sein Debüt mit dem Ausgleichstor zum 3:3 und wendete damit das Spiel gegen den TSV Buchbach noch einmal (Unterhaching II gewann mit 4:3).
Obwohl noch in der U-19 spielberechtigt, wurde Drum im Jahr darauf bereits als Stammspieler in der zweiten Mannschaft eingesetzt und kam auf 30 Einsätze. Konsequent folgte in der Saison 2011/12 der nächste Schritt und der vielseitige Defensivspieler wurde auch in den Kader der Profimannschaft aufgenommen. Beim klaren Sieg in der Partie am 27. August 2011 gegen den FC Carl Zeiss Jena durfte er in den Schlussminuten erstmals in der 3. Liga spielen. Daraufhin mauserte er sich zum Stammspieler in der Unterhachinger Drittligamannschaft und kam auf insgesamt 50 Einsätze (ein Tor).
Anfang Juli 2013 wechselte der damals 21-Jährige zum direkten Konkurrenten Wacker Burghausen. Dort unterschrieb er einen Einjahresvertrag mit Option auf ein weiteres Jahr.
Die Option zur Verlängerung wurde zur Saison 2014/15 nicht gezogen und so schloss sich der vereinslose Drum dem Regionalligisten TSV Buchbach an. Dort riss sich drum bereits am vierten Spieltag im Heimspiel am 25. Juli 2015 gegen den FC Bayern München II das Kreuzband und fiel bis zum 27. Spieltag aus. Am 21. April 2015 gab er im Auswärtsspiel beim FC Memmingen sein Comeback.